# Supervulkán

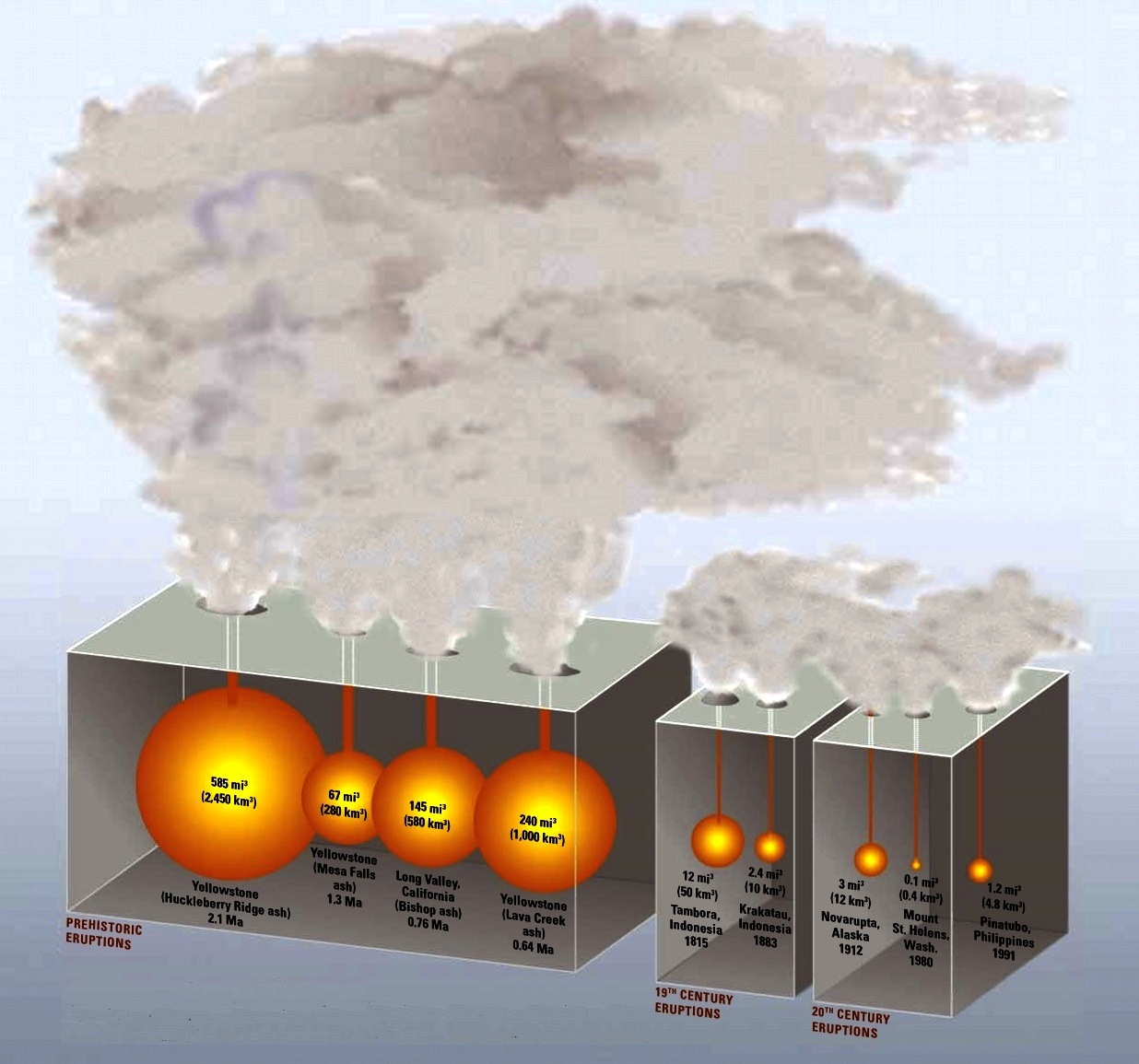
Srovnání erupcí klasických vulkánů se supervulkány VEI7 a VEI8

Supervulkán je sopka, která byla v minulosti schopná alespoň jednou způsobit sopečnou erupcí, která vyvrhla více než 1000 km³ vulkanických materiálů (ekvivalent ~450 km³ DRE) a dosáhnout tak na indexu vulkanické aktivity nejvyšší stupeň VEI 8. To je tisíckrát více než většina historických erupcí. Supervulkán může vzniknout, pokud magma vystupuje na povrch z horkých skvrn, ale není schopno proniknout skrze zemskou kůru. Tlak vzrůstá a magma se rozšiřuje do chvíle, kdy není kůra schopná udržet tlak. Supervulkán může vzniknout v konvergentní zóně tektonických desek (například jezero Toba) a v kontinentálních horkých skvrnách (například Yellowstone).

## Známé supervulkány a jejich erupce
Na Zemi se nachází několik doložených supervulkánů, jejichž dřívější erupce způsobily katastrofy globálních rozměrů. Klima je ale z geologického hlediska ovlivněno jen na krátkou dobu a katastrofy nemusejí být tak zničující. Ovšem exploze mohou být častější, než se dříve myslelo. Exploze, které uvolní přes 1000 Gt materiálu, se mohou opakovat v průměru pouze za 17 tisíc let.
Nejvíce evidovaných supervulkánů se nachází na území Severní Ameriky. Níže je seznam nejsilnějších erupcí.

## Explozivní síla VEI 8 (> 1000 km³ vyvrženého materiálu)
La Caldera Garita
Colorado, Spojené státy americké, Fish Canyon Tuff, před ~ 27,8 milionu let (množství vyvržené horniny ~ 5000 km³)
Zdroj nejsilnější dosud doložené erupce v dějinách planety Země.
Tato erupce pravděpodobně stojí za největším hromadným vymíráním v třetihorách a způsobila dlouhodobé ochlazování klimatu. Velikost a síla erupce absolutně převyšuje jakoukoliv podobnou katastrofu v historii lidstva. Síla erupce byla přibližně 100 000× silnější, než byl výbuch nejsilnější vodíkové bomby (Car 57 Mt TNT). Pro srovnání: katastrofální výbuch sopky St. Helens v roce 1980 vyvrhl 1 km³ hornin, takže byl přibližně 5000× slabší. Je proto jisté, že erupce byla obrovskou pohromou pro tehdejší svět a způsobila na statisíce let výraznou změnu klimatu a hromadné vymírání fauny a flory.
Toba
Sumatra, Indonésie, před ~ 74 000 roky (množství vyvržené horniny ~ 2800 km³)
Erupce supervulkánu Toba je nejsilnější erupcí za posledních 27 milionů let. Tato erupce byla o to dramatičtější pro život na zemi, že nastala v probíhající poslední době ledové a způsobila další zhoršení klimatických podmínek. Celosvětově se ochladilo až o 5 stupňů a výrazně začaly růst polární ledovce, což způsobilo značné ochlazení zejména severních šířek. Bill Rose a Craig Chesner z Michiganské technologické univerzity vyvodili, že celkové množství vyvrženého materiálu bylo asi 2800 km³ – zhruba 2000 km³ teklo v podobě lávy po povrchu a kolem 800 km³ spadlo jako popel, zejména západním směrem od vulkánu. Pyroklastické proudy z erupce dosáhly vzdálenosti až 200 km od vulkánu a úplně zničily oblast 20 000 km² (třetina území ČR). Jižní Asie se pokryla 15cm vrstvou popela, což mělo nedozírné následky pro faunu a flóru. Území přilehlé k Tobě, sahající na západ k Indii a na východ k Malajsii, bylo v okruhu cca 1000 km místy pokryto popelem do výšky 6–9 m. Dále bylo vyvrženo přibližně 6 miliard tun oxidu siřičitého, který se v oblacích proměnil na kyselinu sírovou v množství přibližně 10 miliard tun, což způsobilo velmi silné kyselé deště po celé planetě, decimující vše živé. Po 2 týdny trvající sopečné erupci nastala stovky let trvající sopečná zima. Pro většinu živočišných a rostlinných druhů v jihovýchodní Asii znamenala erupce Toby rychlé vymření. Následné globální hromadné vymírání je posledním větším vymíráním zaznamenaným v historii planety. Do té doby slibně se rozvíjející lidský druh byl podle DNA studií zdecimován na posledních 1000–5000 jedinců. Ovšem archeologické nálezy toto nepotvrzují. Navíc snadno přežil i neandrtálec či Homo floresiensis.
Pacana Caldera
severní Chile, před 4 miliony let (množství vyvržené horniny ~ 2500 km³)
Obdobně ničivá katastrofa jako událost Toba s hlavním těžištěm v Jižní Americe.
Island Park Caldera, Huckleberry Ridge Tuff
Idaho/Wyoming, Spojené státy americké, Yellowstone hotspot, před 2,1 milionu let (množství vyvržené horniny ~ 2500 km³)
Obdobně ničivá katastrofa jako událost Toba s hlavním těžištěm v Severní Americe. Nejsilnější známá erupce z oblasti Yellowstone hotspot.
Whakamaru
vulkanická zóna Taupo, Nový Zéland, Whakamaru, před ~ 254 000 lety (množství vyvržené horniny ~ 2000 km³)
Přibližně o třetinu „slabší“ erupce než Toba, přesto s velmi dramatickým globálním dopadem. Nejvíc postiženou oblastí byla Austrálie a jižní Asie.
Kilgore Tuff
Idaho, Spojené státy americké, Yellowstone hotspot, před 4,5 milionu let (množství vyvržené horniny ~ 1800 km³)
Přibližně o třetinu „slabší“ erupce než Toba, přesto s velmi dramatickým globálním dopadem. Nejvíce postiženou oblastí byla Severní Amerika. Druhá nejsilnější známá erupce z oblasti Yellowstone hotspot.
Blacktail Tuff
Idaho, Spojené státy americké, Yellowstone hotspot, před 6,6 milionu let (množství vyvržené horniny ~ 1500 km³)
Přibližně o polovinu „slabší“ erupce než Toba, přesto s dramatickým globálním dopadem. Nejvíce postiženou oblastí byla Severní Amerika. Třetí nejsilnější známá erupce z oblasti Yellowstone hotspot.
Taupo
vulkanická zóna Taupo, Nový Zéland, Oruanui, před 26 500 roky (množství vyvržené horniny ~ 1170 km³)
Poslední známá velká erupce supervulkánu. Tato erupce mohla zapříčinit prodloužení poslední doby ledové o 10 000 let a vymření další velké části čtvrtohorní fauny.
Cerro Galan
provincie Catamarca, Argentina, před 2,5 milionu let (množství vyvržené horniny ~ 1050 km³)
Přibližně 3× "slabší" erupce než Toba, přesto s dramatickým globálním dopadem s hlavním těžištěm v Jižní Americe.
Yellowstone Caldera
Lava Creek Tuff, Wyoming, Spojené státy americké, Yellowstone hotspot, před 640 000 roky (množství vyvržené horniny ~ 1000 km³)
Poslední známá erupce supervulkánu z oblasti Yellowstone hotspot. Ač 3× slabší než událost Toba a na samé hranici explozivní síly, která tento výbuch řadí mezi VEI 8 supervulkány (1000 km³), měla tato erupce ničivý dopad na veškerou faunu a flóru Severní Ameriky a silné globální účinky, včetně globálního ochlazení.
Sibiř
Středosibiřská plošina, Rusko, před 250 miliony let.
Nedávné výzkumy poukázaly, že v oblasti Sibiře se pod povrchem nachází rozlehlá vrstva ztuhlé lávy. Tato někdy až několik kilometrů mocná vrstva o stáří okolo 250 milionů let naznačuje, že v té době došlo k masivní erupci právě v oblasti dnešní Sibiře (sibiřské trapy) a že právě tento supervulkán odstartoval událost známou jako Velké permské vymírání, které je ze všech známých hromadných vymírání tím největším, během kterého vymřelo okolo 90 % všech žijících druhů.
Přesnou síli erupce a množství vyvrženého materiálu je v tomto případě obtížné určit (odhady se pohybují v rozmezí 1–4 milionů km3). Veškeré stopy a pozůstatky, které po sobě tato erupce zanechala, byly vystaveny 250 milionů let působení eroze a dalších geologických procesů, což odhady ztěžuje a zkresluje. Přesto však mocnost lávové vrstvy a drastické dopady exploze na biosféru dávají tušit, že se jedná o kandidáta na největší vulkanickou erupci všech dob. Dokonce i nejnižší odhady vyvržené horniny znamenají více než 300násobek materiálu vyvrženého supervulkánem Toba a 200násobek materiálu vyvrženého supervulkánem La Caldera Garita.
Nutno ovšem podotknout, že výlev v oblasti sibiřských trapů trval v rozmezí 100–200 tisíc let. Kdyby k tak mohutnému výlevu došlo během krátké doby, znamenalo by to jistý zánik života na naší planetě. I přesto k tomu život na planetě Zemi neměl daleko.

## Explozivní síla VEI 7 (100–1000 km³ vyvrženého materiálu)
Explozivní síla vulkánů VEI 7 sice nedosahuje ničivosti vulkánů VEI 8, přesto mívají vždy globální dopad. Tyto erupce se také označují jako supermasivní. Níže je seznam těch nejznámějších:
Bennett Lake
sopečný komplex, Britská Kolumbie Columbia/Yukon, Kanada, před ~ 50 miliony let (850 km³)
Velmi masivní erupce se silným globálním dopadem a ničivým dopadem pro území Severní Ameriky. 3× slabší než událost Toba, srovnatelná s poslední explozí supervulkánu v Yellowstone.
Pastos Grandes
Pastos Grandes Caldera, před 2,9 milionu let (820 km³)
Velmi masivní erupce se silným globálním dopadem, 3,5× slabší než událost Toba, o čtvrtinu slabší než poslední erupce supervulkánu v Yellowstone.
Heise vulkanické oblasti
Walcott Tuff, Idaho, Spojené státy americké, Yellowstone hotspot, před 6,4 milionu let (750 km³)
Masivní erupce s globálním dopadem a ničivým dopadem pro území Severní Ameriky, o třetinu slabší než poslední erupce supervulkánu v Yellowstone.
Long Valley Caldera
Bishop Tuff, Kalifornie, Spojené státy americké, před ~ 760 000 lety (600 km³)
Masivní erupce s globálním dopadem a ničivým dopadem pro území Severní Ameriky.
Campi Flegrei
Neapol, Itálie, před 39 280 roky (500 km³)
Jedna z nejsilnějších erupcí na evropském kontinentu s globálními následky. Pro Evropu, která byla v této době silně zasažena dobou ledovou, byla tato erupce vážnou pohromou a znamenala zhoršení klimatu nejen v evropském prostoru, ale i celosvětově. Jednalo se jen o polovinu slabší explozi, než byla poslední exploze supervulkánu v Yellowstone.
Mangakino
vulkanická oblast Taupo, North Island, Nový Zéland, celkem 3 erupce v rozmezí před 0,97 do 1,23 milionu let (300 km³)
Silná erupce s dramatickým dopadem v oblasti Nového Zélandu s patrným globálním dopadem (ochlazení na desítky let o několik stupňů).
Bruneau-Jarbidge
Idaho, Spojené státy americké, Yellowstone hotspot, před 10–12 miliony let (250 km³)
Silná erupce, 4× slabší než poslední exploze supervulkánu v Yellowstone. Poškozena část Severní Ameriky, mírný globální dopad (ochlazení na několik let o několik stupňů).
Tambora
Sumbawa Island, West Nusa Tenggara, Indonésie, rok 1815 (160 km³)
Nejsilnější erupce zaznamenaná lidskou civilizací, 6× slabší, než byla poslední exploze supervulkánu v Yellowstone, a 18× slabší než událost Toba. Lokálně se jednalo o velkou katastrofu, ovšem globální dopad byl v podstatě mírný. Atmosféra zeměkoule se ochladila o cca 1,5 stupně na dva roky. Hovořilo se tehdy o roku bez léta.
Kikai Caldera
Rjúkjú, Japonsko, před 6300 lety (~ 4300 před Kristem) (150 km³)
Obdobně silná exploze jako Tambora. Ničivý lokální účinek, globální dopad mírný.
Macauley Island
Kermadec Islands, Nový Zéland, před 6300 lety (~ 4300 před Kristem) (100 km³)
Exploze na hranici explozivní síly VEI 7 – silné lokální účinky, velmi mírný globální dopad. Zajímavostí je, že exploze nastala ve stejné době jako Kikai Caldera. Součet explozí těchto vulkánů mohl způsobit silnější globální dopad, než je na první pohled patrné.

## Současné ohrožení supervulkány
Z předchozího seznamu historických erupcí lze snadno vyčíst, že takovéto události nejsou v historii naší planety ničím výjimečným. Velkou nevýhodou lidstva je, že boj proti síle supervulkánů je prakticky nemožný. Erupci supervulkánu nelze ani zastavit či zmírnit a v podstatě se před ní nelze ani schovat, jelikož dopady erupce jsou globální a dlouhodobé. Vědci v poslední době varují před možnou erupcí z oblasti Yellowstone, kde zaznamenávají hromadění magmatu a mírné nadzvedávání celé oblasti. K erupci tohoto vulkánu dochází přibližně každých 500-600 tisíc let, přičemž poslední erupce nastala před 640 000 lety. Pokud by erupce byla stejně silná jako ta poslední, znamenalo by to pro současnou civilizaci absolutní pohromu. Bezprostředně po erupci by zahynuly statisíce lidí v lávových, laharových a pyroklastických proudech. V řádu několika hodin by došlo k masivnímu spadu popela, který by měl v okruhu 500 km až 1 m a v okruhu 1000 km 30 cm. To by vedlo k pomalému udušení milionů lidí, zničení vegetace a ke zřícení střech většiny zasažených budov pod tíhou popela. Vyvržený materiál by během týdnů pokryl atmosféru kolem celé planety a významně snížil intenzitu dopadajícího slunečního svitu. To by vedlo k postupnému ochlazení a stmívání celé planety. Letecká doprava by vlivem všudypřítomného popílku prakticky přestala fungovat. Zemědělské výnosy by se několikanásobně snížily a to, co by se podařilo vypěstovat, by decimovaly globální kyselé deště. Během několika měsíců by vypukly globální hladomory, zejména v přelidněných státech, kde je rovnováha mezi zemědělskou produkcí a poptávkou velmi vrtkavá. Případný výbuch vulkánu Toba by mohl vést k vymření lidského druhu či jeho návratu do doby kamenné.